# Долгополов, Николай Саввич
Никола́й Са́ввич Долгопо́лов (24 февраля 1879 — 24 июня 1972) — земский врач и общественный деятель русский эмиграции, член II Государственной думы от Воронежской губернии.

## Биография
Из дворян. Сын земского служащего.
Учился на медицинском факультете Московского университета, в Военно-медицинской академии и Дерптском университете. За участие в студенческих волнениях отбывал тюремное заключение в Петербурге.
В 1906 году окончил медицинский факультет Московского университета. По окончании университета служил врачом-педиатром в Воронежской губернии.
В феврале 1907 года был избран членом II Государственной думы от Воронежской губернии. Входил в группу социалистов-революционеров. Был членом её постоянного комитета вместе с Г. А. Горбуновым,  Д. Л. Зиминым, Ф. И. Ржехиным, В. М. Стрелковым.Состоял секретарём распорядительной комиссии.
В 1914 году основал завод противогазов. После Февральской революции был представителем Временного правительства на Черноморском побережье и в Кубанской области.
После Октябрьской революции участвовал в Белом движении, в том числе в 1-м Кубанском походе. С декабря 1919 по март 1920 года руководил Управлением народного здравоохранения в Особом совещании при главнокомандующем ВСЮР, затем был министром здравоохранения в Южнорусском правительстве. В ноябре 1920 года эвакуировался из Крыма с миссией Американского Красного Креста.
В начале 1919 в Париже по заданию Долгополова В. В. Руднев составлял обзоры английской прессы, касавшейся положения в России, а М. В. Вишняк обзоры Меморандумов и Записок, с которыми различные делегации обращались к Версальской конференции, и то, и другое предназаначалось для Деникинского правительства.
В эмиграции во Франции, жил в Париже. В 1921—1922 годах входил в Особую комиссию Российского общества Красного Креста. После 1925 года был председателем Земгора. Кроме того, состоял членом координационного комитета Объединения благотворительных и гуманитарных организаций (с 1937), членом ревизионной комиссии Общества русских врачей имени Мечникова (с 1946) и членом Ассоциации Тургеневской библиотеки.
Был представителем американского Учебного фонда имени Кулаева во Франции, выдавал стипендии русским учащимся. Искал финансирование для русских госпиталей. В 1949 году основал Русский дом для престарелых в Кормей-ан-Паризи, был его директором. В 1951 году был членом комитета по организации празднования 50-летия литературной деятельности Б. К. Зайцева.
Последние годы жизни провел в основанном им Русском доме Кормей-ан-Паризи. Скончался в 1972 году. Похоронен на кладбище Сент-Женевьев-де-Буа.

## Семья
Сын Александр (1913—1957), инженер. Во Вторую мировую войну участвовал в движении Сопротивления, был награждён Военным крестом и британским орденом «Oak Leaf Emblem 1946». Затем работал в Индии, где трагически погиб. Похоронен на кладбище Сент-Женевьев-де-Буа.

## Награды
- орден Почётного легиона (1955)
- золотая медаль «Société d’Encouragement au progrès» (1966)